# Maria Gawarecka
Maria Gawarecka (ur. 12 sierpnia 1906 w Lublinie, zm. 19 lutego 1986 tamże) – polska bibliotekarka, bibliofilka, historyczka, redaktorka.

## Życiorys
Urodziła się 12 sierpnia 1906 r. w Lublinie, w rodzinie Mieczysława Pożaryskiego, profesora elektrotechniki Politechniki Warszawskiej, i Wandy z Grzegorzewskich (zm. 1950), nauczycielki botaniki. Na początku I wojny światowej przebywała z rodzicami w Moskwie, gdzie uczęszczała do gimnazjum Anny Jakubowskiej. W 1926 r. ukończyła Państwowe Gimnazjum im. Marii Konopnickiej w Warszawie, następnie studiowała historię na Uniwersytecie Warszawskim, gdzie w 1931 r. uzyskała tytuł magistra filozofii w zakresie historii. Równolegle w 1930 r. ukończyła Szkołę Nauk Politycznych, później odbyła roczne seminarium spraw narodowościowych i kurs pedagogiczny. W związku z pracą doktorską, pod kierunkiem profesora Marcelego Handelsmana, wyjeżdżała do Włoch (1931–1932) i do Budapesztu (1936).
Po studiach wspólnie z matką prowadziła pracę oświatową w stołecznym środowisku robotniczym, w klubach kobiet pracujących i Spółdzielni „Zjednoczenie”. W 1937 r. rozpoczęła pracę w dziale oświatowym Muzeum Narodowego w Warszawie. W 1938 r. poślubiła studenta Politechniki Warszawskiej Henryka Gawareckiego. Po upadku powstania warszawskiego i pobycie w obozie w Pruszkowie, z którego uciekła, znalazła się na wsi pod Grodziskiem Mazowieckim. W marcu 1945 r. przybyła z rodziną do Lublina.
Po wojnie kolejno pracowała jako kierownik Centrali Bibliotek Ruchomych powiatu lubelskiego, wizytator do spraw czytelnictwa, samokształcenia i popularyzacji wiedzy KOSL. W 1951 r. została dyrektorem nowo powstałej Wojewódzkiej Biblioteki Publicznej. W latach 1955–1977 była wicedyrektorem Wojewódzkiej i Miejskiej Biblioteki Publicznej im. Hieronima Łopacińskiego. W latach 1956–1976 redagowała „Bibliotekarza Lubelskiego”.
Bibliografia jej prac drukowanych obejmuje ponad 100 pozycji dotyczących bibliotek publicznych, czytelnictwa, bibliofilstwa, Stowarzyszenia Bibliotekarzy Polskich, współczesnych i przeszłych dziejów kultury lubelskiej. Pełniła funkcje społeczne, m.in. sekretarza Wojewódzkiej Rady Czytelnictwa i Książki, przewodniczącej Zarządu Okręgu i członka ZG Stowarzyszenia Bibliotekarzy Polskich, sekretarza LTMK. 

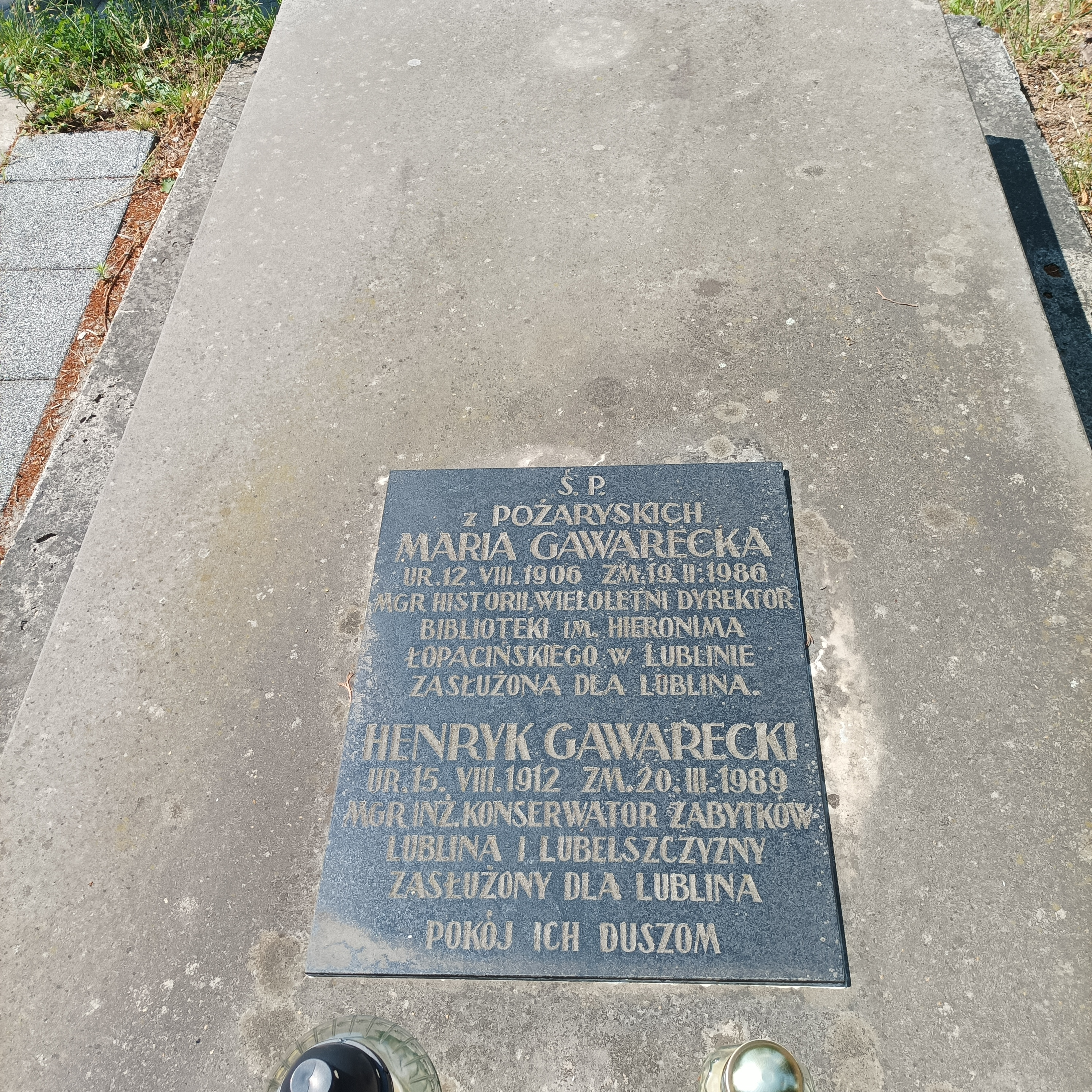
Grób Henryka i Marii Gawareckich na cmentarzu komunalnym na Majdanku w Lublinie

Zmarła 19 lutego 1986 r. w Lublinie, pochowana na cmentarzu komunalnym na Majdanku (kwatera S4Z5-1-26).

## Ordery i odznaczenia
- Krzyż Kawalerski Orderu Odrodzenia Polski[2][7]
- Order Białego Kruka ze Słonecznikiem